# Pelleport

Pelleport este o comună în departamentul Haute-Garonne din sudul Franței. În 2009 avea o populație de 505 de locuitori.

## Evoluția populației
| An        | 1975 | 1982 | 1990 | 1999 | 2006 | 2009 |
| --------- | ---- | ---- | ---- | ---- | ---- | ---- |
| Populație | 163  | 221  | 310  | 344  | 459  | 505  |

## Monumente

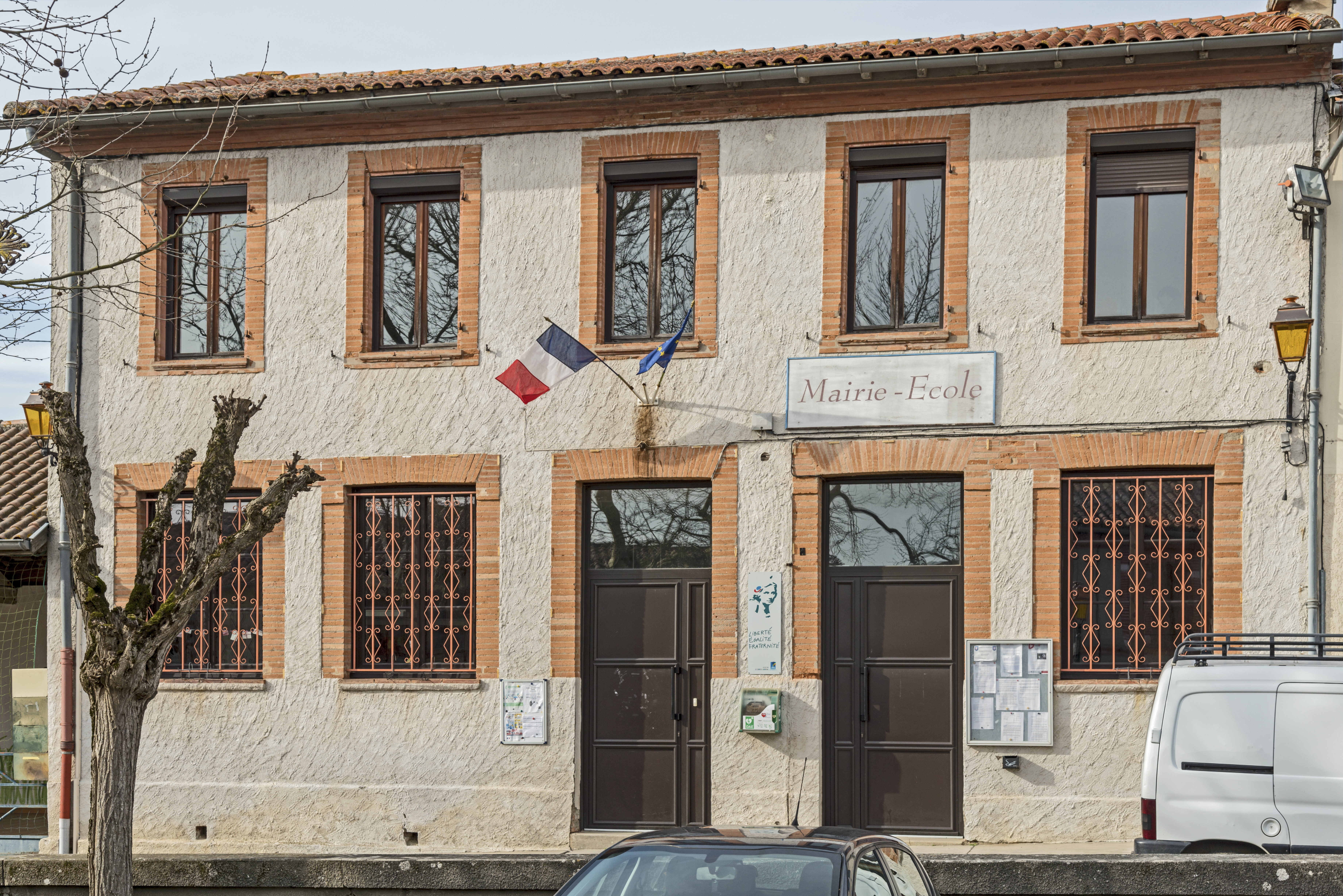
Primăria.
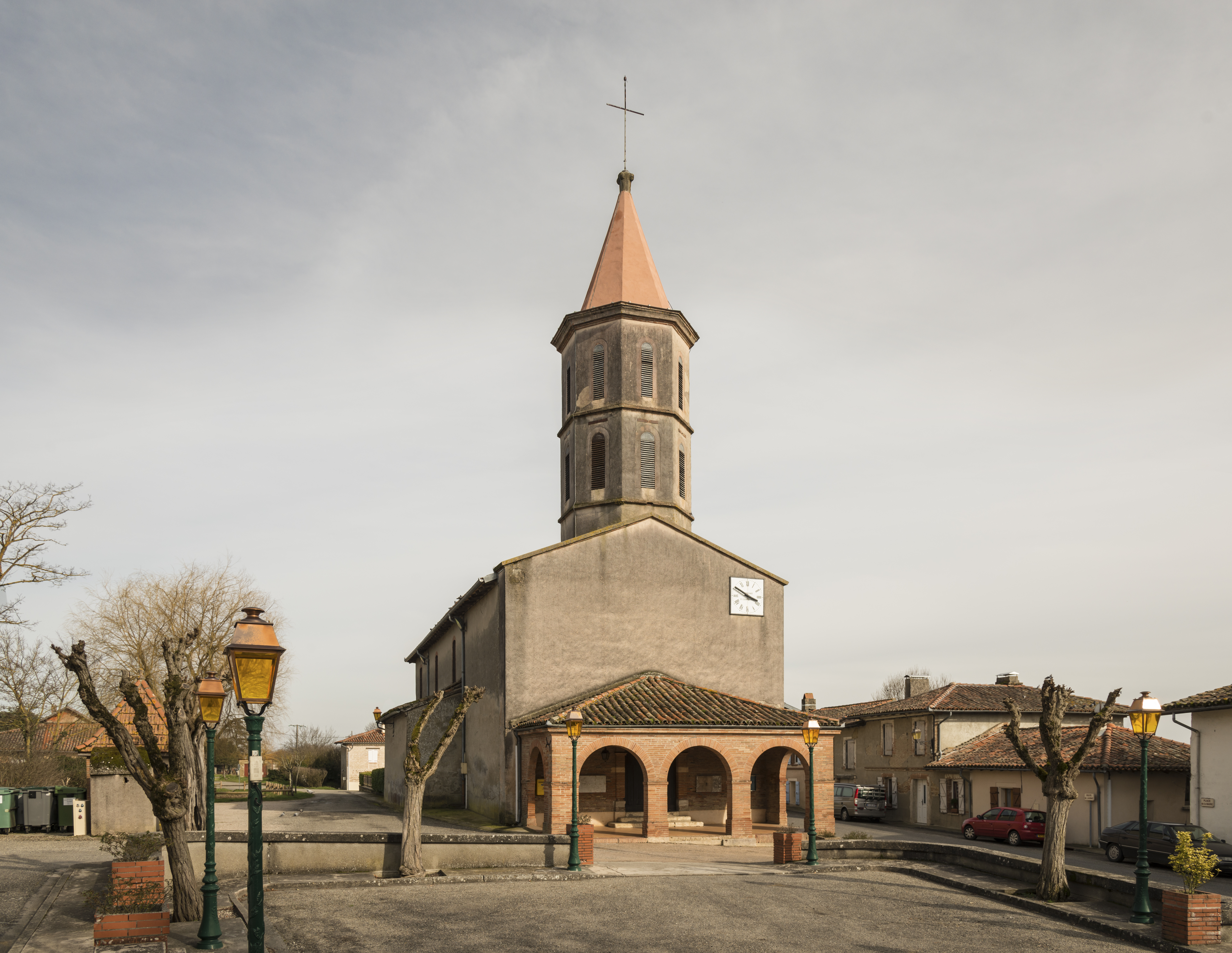
Biserica.
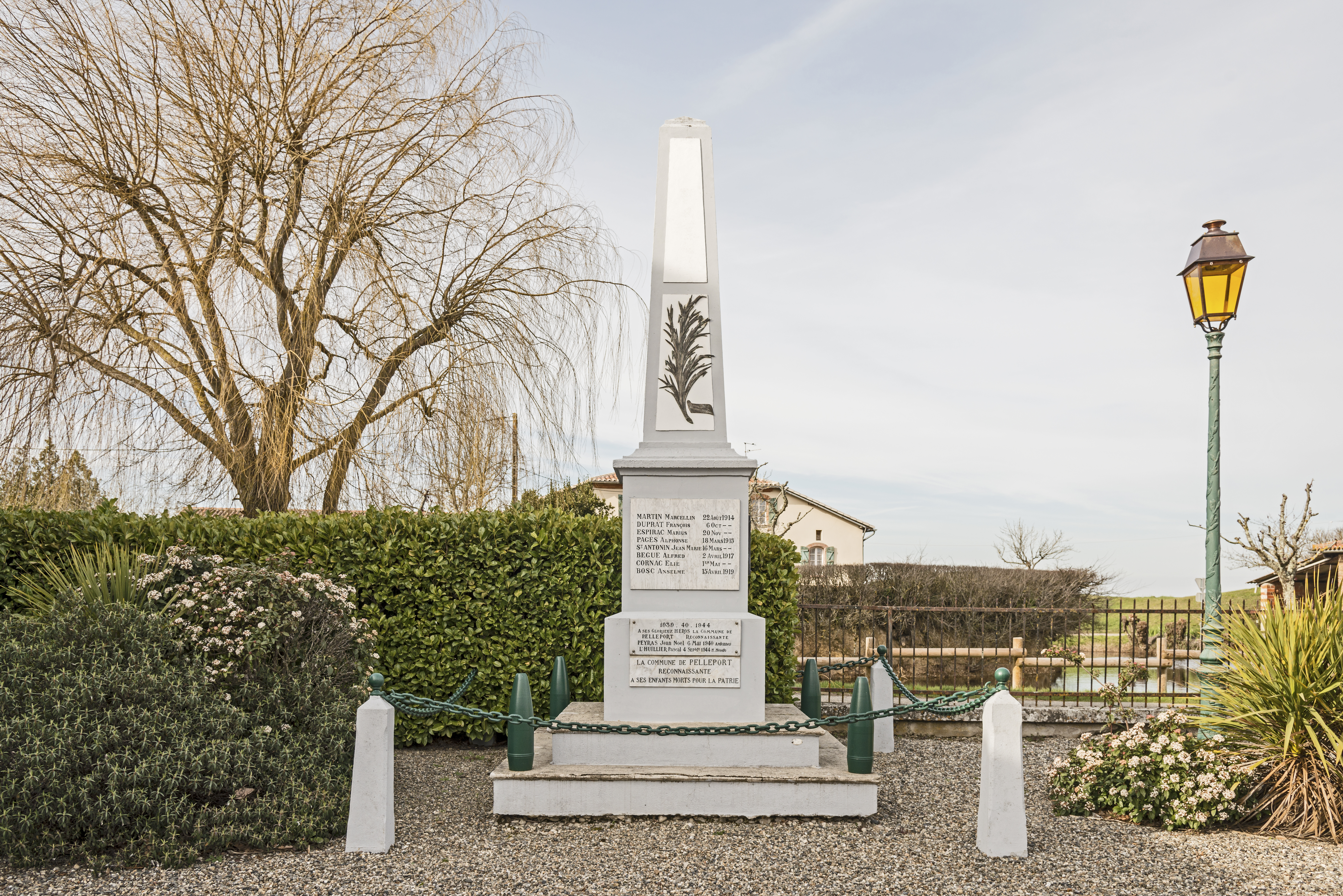
Memorial al doilea război.